# Ринолалія
Ринолалія – порушення тембру голосу та звуковимови, обумовлене анатомо-фізіологічними дефектами мовленнєвого апарату. При ринолалії артикуляція звуків відрізняється від норми. Так, при нормальній фонації у дитини під час вимови усіх (крім носових) звуків мовлення, відбувається відділення носоглоточної та носової порожнин від глоточної та ротової. Під час мовлення м'яке піднебіння безперервно опускається та піднімається на різну висоту в залежності від звуків, що вимовляються та швидкості мовлення. При порушенні функцій піднебінно-глоткового зімкнення з'являється специфічний для ринолалії носовий відтінок мовлення. В залежності від характеру порушення функції піднебінно-глоточного зімкнення виділяють різні форми ринолалії: відкриту, закриту та змішану.
Якщо ж між ротовою та носовою порожниною розподіл неповний, тоді вібруючий звук проходить також і в носову порожнину. В результаті порушення перепони між ротовою та носовою порожниною збільшується голосовий резонанс. При цьому змінюється тембр звуків, особливо голосних. Найбільш помітно змінюється тембр голосних звуків і та у, при артикуляції яких ротова порожнина більш вузька. Менш назально звучать голосні звуки е та о, ще менше порушений голосний а. Крім тембру голосних звуків, при відкритій ринолалії порушується тембр деяких приголосних. При вимові шиплячих звуків та фрикативних ф, в, х додається хриплуватий звук, що виникає у носовій порожнині. Вибухові звуки п, б, д, т, к, г, а також сонори л та р звучать неясно, тому що у ротовій порожнині не може утворитися повітряний тиск, необхідний для їх чіткої вимови. 
Відкрита ринолалія може бути органічною та функціональною. Органічна ринолалія буває вродженою (розщелина м'якого та твердого піднебіння) та набутою (утворюється при травмі ротової та носової порожнини або в результаті набутого паралічу м'якого піднебіння).
Одна з функціональних форм – звична відкрита ринолалія, яка спостерігається після великих аденоїдних розрощувань, виникає в результаті тривалого обмеження рухливості м'якого піднебіння. 
Закрита ринолалія характеризується зниженим фізіологічним носовим резонатором під час вимови звуків мовлення. Найсильніший резонанс в нормі спостерігається при вимові носових м, м', н, н. В процесі артикуляції цих звуків носоглоточний затвор залишається відкритим та повітря проходить до носової порожнини. Якщо ж носовий резонанс відсутній, ці фонеми звучать як ротові б, б', д, д'.
Крім вимови носових приголосних звуків при закритій ринолалії порушується вимова голосних, вона набуває неприродного відтінку.
Причинами закритої ринололії частіше за все є органічні порушення в носовому просторі або функціональні порушення піднебінно-глоточного зімкнення. Органічні порушення бувають викликані хворобливими явищами , в результаті яких зменшується прохідність носа та ускладнюється носове дихання. Передня закрита ринолалія виникає при хронічній гіпертрофії слизистої носа, головним чином задніх відділів нижніх раковин, при поліпах у носовій порожнині, при викривленні носової перегородки та при пухлинах носової порожнини. Задня закрита ринолалія у дітей частіше за все є наслідком великих аденоїдних розрощувань, іноді носоглоточних поліпів, фіброми або інших носоглоточних пухлин.
Функціональна закрита ринолалія зустрічається у дітей часто, але не завжди правильно розпізнається. Вона характеризується тим, що виникає при нормальній проходимості носової порожнини та непорушеному носовому диханні. При функціональній закритій ринолалії тембр носових та голосних звуків може бути порушений більше, ніж при органічній. Причина в тому, що м'яке піднебіння при фонації та вимові носових звуків піднімається вище норми та закриває звуковим хвилям доступ до носоглотки. 
Змішана ринолалія. Коли спостерігається поєднання носової непроходимості з недостатністю піднебінно-глоткового зімкнення.
| Медицина | Це незавершена стаття з медицини. Ви можете допомогти проєкту, виправивши або дописавши її. |